# Café Tacvba
Café Tacvba es una banda mexicana de rock alternativo, art-rock y folk formada en Ciudad Satélite, Naucalpan, Estado de México en 1989. 
El grupo es reconocido por su propuesta vanguardista, la cual mezcla el rock y sus temas habituales con letras, historias y sonidos extraídos de la cultura popular mexicana e hispana, esto último gracias al uso en diversas canciones de instrumentos como tololoche, jarana, entre otros.Entre los principales premios obtenidos a lo largo de su carrera, destacan el Grammy y el Grammy Latino.
El grupo está conformado por Rubén Albarrán (voz principal y guitarra rítmica), Emmanuel del Real (teclados y coros), Joselo Rangel (guitarra) y Enrique Rangel Arroyo (bajo y contrabajo). Si bien el cantante principal es Rubén, los otros tres integrantes también han prestado su voz para distintas canciones.

Originalmente, Rubén Albarrán entró al mundo de la música con un grupo originario del Estado de México llamado Grupo Torah, integrado por Guillermo Aguirre (bajista), Ulises de la Torre (guitarrista), Darío Gómez (1.er baterista), Jesús Ambriz (2.do baterista) y Rubén Albarrán (vocalista). El grupo ensayaba en la casa del bajista en Naucalpan. Finalmente, Rubén dejó del grupo para seguir con su proyecto de Alicia ya no vive aquí,nombre inicial de Café Tacvba (en homenaje al director Martin Scorsese y su película homónima). La mayoría de las producciones realizadas por la banda en esa época fueron influenciadas por música anglosajona, al estilo de The Cure y Def Leppard. Posteriormente, tomaron su nombre de un café del centro histórico de la Ciudad de México, Café de Tacuba, llamado así por su ubicación en la calle del mismo nombre. Previendo disputas legales con el restaurante, el grupo eligió reemplazar la "U" por la "V".

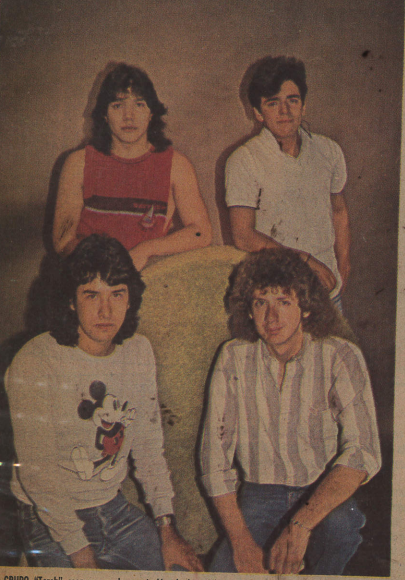
Grupo Torah en 1986. En la esquina superior izquierda está Guillermo Aguirre, en la esquina inferior izquierda está Ulises de la Torre, en la esquina superior derecha está Rubén Albarrán, y por último, en la esquina inferior derecha está Darío Gómez.

Café Tacvba recibió el premio Leyenda MTV por su trayectoria, a manos de Morrissey, quien aseguró que eran músicos extraordinarios.

## Historia

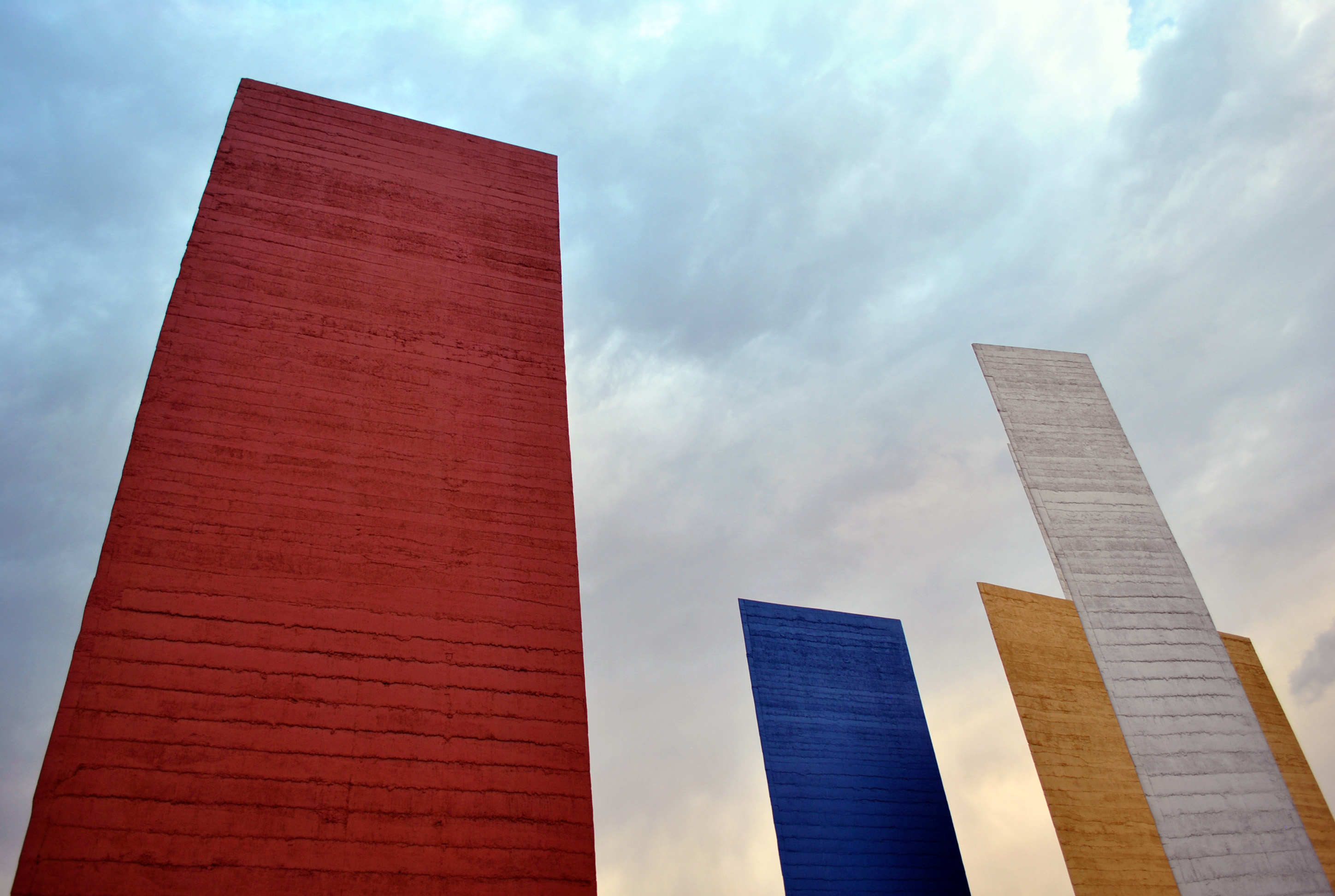
Café Tacvba es originario de Ciudad Satélite.

### 1988-1993: Inicios y álbum debut homónimo
La primera aparición pública del grupo, ya como Café Tacuba, nombre que adoptaron en 1988, fue el 27 de mayo de 1989, en el bar El hijo del cuervo en Ciudad de México. En adelante iniciaron una serie de presentaciones en diversos bares de la ciudad como El Nueve de la Zona Rosa. En 1991 firmaron un contrato con Warner Music y lanzaron su primer álbum homónimo, titulado simplemente Café Tacvba, que fue lanzado en julio de 1992, el cual alcanzó éxito comercial, vendiendo más de 43 mil copias en tan solo dos semanas, además de traerles éxitos como Las persianas (canción que Albarran compuso cuando estaba en Grupo Torah), María, La chica banda, Bar Tacuba, etc. El éxito de este primer disco les significó un doble disco de oro en México y la invitación a presentarse en festivales musicales del mundo entero.

### 1994-1996: Re y MTV Unplugged
Tras la buena acogida que tuvo el álbum debut homónimo de 1992, el grupo empieza a dar forma lo que fue su segundo material Re. La banda venía de girar por todo el país, y en esos viajes descubrieron más de cerca la multiculturalidad de México en su conjunto, y la manera en que toda esa suma de códigos podía convivir dentro de una misma sociedad. Esa fascinación por el rock, la tradición, la estética, el sincretismo y la amalgama de lo prehispánico con lo postmoderno, los lleva a dar un paso más allá y a componer canciones que los retraten como jóvenes inmersos en un país diverso, con las distintas visiones y músicas que habían escuchado ellos hasta ese momento. Además, se sumó a esto la intención de por primera vez crear canciones premeditadas para un álbum de estudio y no canciones que vieran la luz en presentaciones en vivo como sucedió con el repertorio de la placa anterior.
El álbum salió a la venta en septiembre de 1994, y si bien la banda estaba contenta con lo que lograron en esta producción, este  tuvo una recepción mixta en su país en el momento de su publicación. Tanto la crítica como el público vilipendiaron a Re, por considerarlo raro, incomprensible y no tan divertido como el primer álbum. Sin embargo, algunas canciones de Re comenzaban pronto a sonar fuerte en países de América del Sur, particularmente en Chile donde fueron a tocar varias veces dentro de un mismo año. A raíz de esto, su popularidad se extendió al resto de la región latinoamericana (en buena parte por la «generación MTV» de los noventa) y despiertan el interés de la prensa especializada norteamericana y artistas de la talla de David Byrne.
Re, a pesar de la  logró el disco de oro en México por más de 40 000 copias vendidas, poniendo definitivamente al cuarteto en el mapa del rock en español. De esta producción se desprendió como sencillo «La ingrata», cuyo vídeo fue premiado como Vídeo de la Gente en los MTV Video Music Awards de 1995, en categoría de International Viewer's Choice - Latin America. También se desprendieron los temas «El ciclón», «Esa noche», «Las flores», «El metro», «El baile y el salón» y «El puñal y el corazón».

### 1996-2002: Avalancha de éxitos y Revés/Yo soy
En 1996 lanzaron el álbum Avalancha de éxitos, disco en el que los miembros del grupo deciden rendir homenaje a aquellos artistas que de una u otra forma influenciaron su carrera musical. El disco está compuesto por versiones muy al estilo «tacvbo» de canciones famosas de artistas como: Juan Luis Guerra, Leo Dan, entre otros. Este trabajo obtuvo su primera nominación a los Grammy Awards en 1998 en la categoría «Best Latin Rock/Alternative Performance», perdiendo frente a Los Fabulosos Cadillacs por su disco Fabulosos Calavera.
En 1999 lanzaron al mercado su trabajo discográfico más experimental hasta ese momento, Revés/Yo Soy un álbum doble que contiene una selección de canciones instrumentales basadas en los alcances que la música electrónica podría otorgar al rock folclórico (Revés) y un disco de canciones que habían quedado fuera de las anteriores producciones (Yo Soy). El álbum se promocionó con los sencillos «La locomotora», «La muerte chiquita» y «El ave». Este disco fue su última producción con Warner Music México, compañía que decidió retirar el álbum del mercado ante un fracaso comercial.

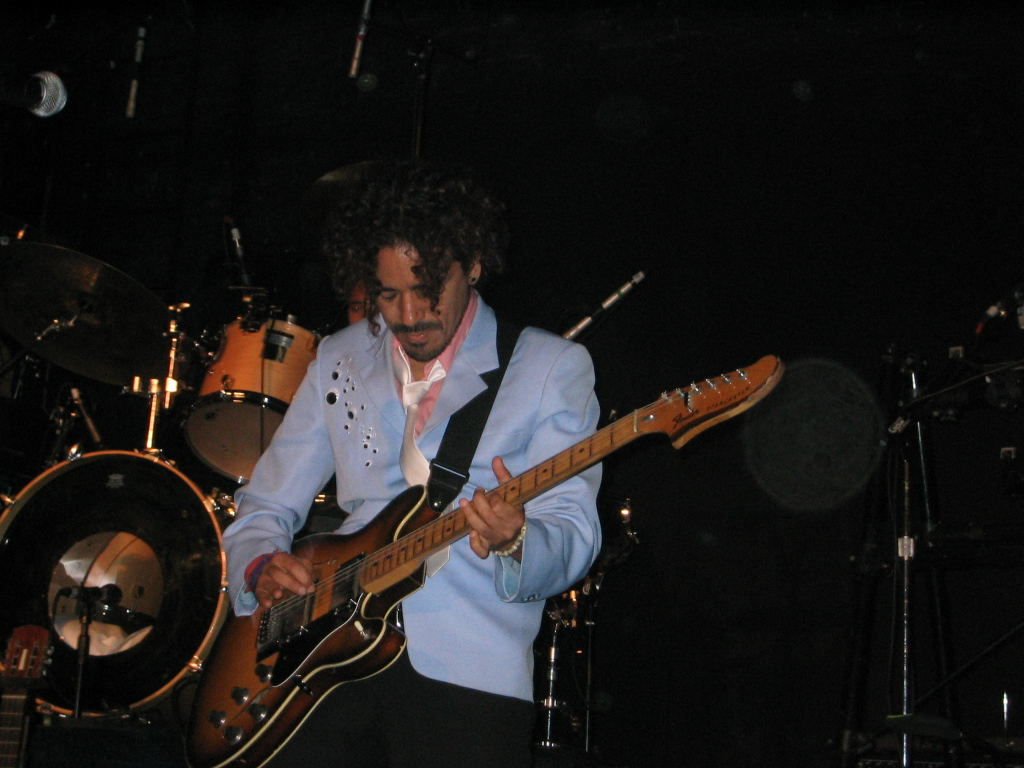
Rubén Isaac Albarrán

El grupo musical también ha participado en la creación de bandas sonoras de varias películas, entre ellas Amores Perros, Piedras Verdes, Crónica de un desayuno y Vivir mata'. Además han participado en discos homenaje a José José, Los Tigres del Norte,  Botellita de Jerez y Tin Tan.
La disolución de la banda de rock chileno Los Tres motivó a Café Tacvba a crear un EP a modo de homenaje, llamado Vale callampa (2002). De ese disco destaca uno de los temas más importantes del rock chileno, «Déjate caer».

### 2003-2010: Cuatro caminos y Sino
Cuando Café Tacvba comenzó a trabajar en Cuatro caminos, la banda tomó un enfoque diferente que en el pasado. Se decidió trabajar con una batería real, y reclutaron a Victor Indrizzo y Joey Waronker. En segundo lugar, querían trabajar con los productores de la elección de pareja, además de Santaolalla y Kerpel; reclutaron a Dave Fridmann y Andrew Weiss. Publicado en junio de 2003, Cuatro caminos fue recibida con éxito comercial y crítico. El álbum ganó un Grammy Award por Mejor Álbum de Rock/Alternativo Latino, así como dos Grammys Latinos como Mejor Álbum Alternativo y Mejor Canción Rock («Eres»).
En 2007, Café Tacvba regresó con un nuevo álbum de estudio Sino. El álbum ha sido comparado con clásicos del rock de grupos como The Who y The Beach Boys, un alejamiento de su anterior tecno y el funk. Al año siguiente, la banda colaboró con Calle 13 en la canción «No hay nadie como tú». La canción alcanzó el número 23 en el Billboard Hot Latin Songs y el número 15 en la Billboard Latin Rhythm Airplay.

### 2011-2015: El objeto antes llamado disco
Emmanuel señaló en marzo de 2012, que un nuevo álbum estaba previsto para el lanzamiento antes de finales de 2012. El objeto antes llamado disco fue lanzado el 22 de octubre de 2012. El álbum fue grabado en frente de un público en vivo en México, Argentina, Chile y los Estados Unidos. El primer sencillo fue «De este lado del camino». Cuentan además con una canción navideña titulada «Tamales de iguanita», perteneciente a un compilado del año 1990.  Además grabaron «Los changuitos», una canción grabada como audio casete para la CONAFE basada en un cuento infantil de los libros de texto de primaria.
Del 11 al 15 de noviembre de 2014, la banda celebró su aniversario número 25 y los 20 años de haberse editado el disco de corte experimental Re, presentándose en el Auditorio Nacional, interpretando los 20 temas en su orden respectivo.

### 2016-2017: Jei beibi
El octavo álbum de estudio Jei Beibi se lanzó el 5 de mayo de 2017. La banda colaboró una vez más con el productor musical argentino Gustavo Santaolalla. Este disco se grabó de forma independiente. El sencillo «Un par de lugares» se pensaba que formaría parte de este álbum pero al final no fue incluido. El primer sencillo del álbum fue «Futuro» se publicó en 2016, seguido de «Disolviéndonos» y «Qué no».

### 2018-2019: Un segundo MTV Unplugged
En noviembre del 2018 se dio a conocer que Café Tacvba grabaría un nuevo concierto con el conocido formato unplugged (desconectado) de MTV, siendo la primera banda latina y la segunda en el mundo en grabar un segundo Unplugged. El mismo se grabó el martes 5 de marzo de 2019 desde la Sala Nezahualcóyotl de la Universidad Nacional Autónoma de México, con David Byrne, Catalina García (vocalista de Monsieur Periné) y Gustavo Santaolalla como invitados, frente a 2000 espectadores. El álbum titulado Un segundo MTV Unplugged se lanzó el 22 de octubre de 2019.

### 2024-Actualidad: La Bas(e)
Después de 7 años de ausencia, el 22 de mayo de 2024 Cefé Tacvba lanza su nuevo sencillo "La Bas(e)" expresando la banda en su admiración por los migrantes, destacando el coraje y la determinación que demuestran al dejar sus hogares en búsqueda de un futuro mejor. 

## Documentales

### DocumentalSeguir siendo
En 2010 grabaron su propio documental Seguir siendo, producido por J. M. Cravioto y Ernesto Contreras. En él se recorrieron las diferentes etapas y la historia de la agrupación. El documental coincide con el vigésimo aniversario de la creación del grupo. La filmación fue proyectada en las principales salas de cine de México y estrenada en el Festival Internacional de Cine de Guadalajara.

### Documental El objeto antes llamado disco
En el segundo documental de Café Tacvba El objeto antes llamado disco los integrantes del cuarteto decidieron tener una interacción más cercana con su público al grabar su disco del mismo nombre en presencia de algunos fans, así como llevar a la pantalla grande lo complejo que resulta la elaboración de un material discográfico, la grabación, edición y cambio de locaciones. En este caso la película fue filmada en Chile, Argentina, Estados Unidos y México.
La película incluyó escenas de los integrantes en diferentes sesiones durante las cuales se grabó el disco, además de declaraciones tanto de los integrantes del grupo como del personal que trabajó con ellos durante la grabación del disco.
La premier se llevó a cabo en el Baja International Film Festival. La dirección del documental corrió a cargo de Gregory Allen y fue producido por Plural Films. La filmación y edición duró aproximadamente un año que dio como resultado un trabajo de 75 minutos.
En él se vuelven a encontrar ritmos folclóricos de Argentina y México pero de una forma más contemporánea. La separación y realización de proyectos personales antes del documental vuelven a este más coherente y le da a El objeto antes llamado disco una fuerte personalidad.

## Miembros
Miembros principales
- Rubén Albarrán: voz, guitarra (1989-presente)
- Emmanuel del Real: teclados, voz (1989-presente)
- Joselo Rangel: guitarra (1989-presente)
- Enrique Rangel: bajo, contrabajo (1989-presente)

## Discografía
Albumes de estudio
- Café Tacuba (1992)
- Re (1994)
- Avalancha de éxitos (1996)
- Revés/Yo soy (1999)
- Cuatro caminos (2003)
- Sino (2007)
- El objeto antes llamado disco (2012)
- Jei Beibi (2017)

Albumes en vivo
- MTV Unplugged  (1995)
- Un viaje (2005)
- Un segundo MTV Unplugged (2019)

Compilados
- Tiempo transcurrido (2001)

EP
- Vale callampa (2002)

## Premios

### Grammy Awards
| Año  | Categoría                                    | Trabajo                       | Resultado |
| ---- | -------------------------------------------- | ----------------------------- | --------- |
| 1998 | Mejor Interpretación Rock/Alternativo Latino | Avalancha de Éxitos           | Nominado  |
| 2000 | Mejor Interpretación Rock/Alternativo Latino | Revés/Yo soy                  | Nominado  |
| 2004 | Mejor Álbum Rock/Alternativo Latino          | Cuatro Caminos                | Ganador   |
| 2014 | Mejor Álbum Rock/Urbano o Alternativo Latino | El objeto antes llamado disco | Nominado  |

### Latin Grammy Awards
| Año  | Categoría                         | Trabajo                                              | Resultado |
| ---- | --------------------------------- | ---------------------------------------------------- | --------- |
| 2000 | Mejor Álbum Vocal Rock            | Revés/Yo Soy                                         | Ganador   |
| 2000 | Mejor Álbum Rock                  | Revés/Yo Soy                                         | Ganador   |
| 2004 | Mejor Canción Rock                | «Eres»                                               | Ganador   |
| 2004 | Mejor Álbum Alternativo           | "Cuatro Caminos                                      | Ganador   |
| 2006 | Mejor video musical Largo         | Un Viaje                                             | Ganador   |
| 2008 | Mejor Canción Rock                | «Esta vez»                                           | Ganador   |
| 2008 | Mejor Canción Alternativa         | «Volver a comenzar»                                  | Ganador   |
| 2009 | Grabación del Año                 | «No hay nadie como tú» en colaboaración con Calle 13 | Ganador   |
| 2017 | Mejor Álbum de Música Alternativa | Jei Beibi                                            | Ganador   |

### Otros premios
| Año  | Premio                    | Categoría                                         | Trabajo                   | Resultado |
| ---- | ------------------------- | ------------------------------------------------- | ------------------------- | --------- |
| 1993 | MTV Video Music Awards    | International Viewer's Choice (MTV Internacional) | "María"                   | Nominados |
| 1995 | MTV Video Music Awards    | International Viewer's Choice (MTV Latinoamérica) | «La Ingrata»              | Ganadores |
| 1997 | MTV Video Music Awards    | International Viewer's Choice (MTV Latinoamérica) | «Chilanga Banda»          | Ganadores |
| 2004 | Premios MTV Latinoamérica | Video del Año                                     | «Eres»                    | Ganadores |
| 2004 | Premios MTV Latinoamérica | Mejor Artista Alternativo                         | Mejor Artista Alternativo | Ganadores |
| 2008 | Premios MTV Latinoamérica | Mejor Artista Alternativo                         | Mejor Artista Alternativo | Ganadores |
| 2009 | Premios MTV Latinoamérica | Premio Leyenda                                    | Premio Leyenda            | Ganadores |